# Andreth
Andreth es un personaje ficticio que pertenece al legendarium creado por el escritor británico J. R. R. Tolkien y que aparece en varios de los tomos de La historia de la Tierra Media, concretamente en La Guerra de las Joyas, El anillo de Morgoth y Los pueblos de la Tierra Media.

## Historia ficticia
Andreth, conocida como «Saelind» (‘corazón sabio’) por los elfos, era hija de Boromir, de la casa de Bëor. Nació en el año 361 de la Primera Edad del Sol. Era hermana menor de Bregor y hermana mayor de Beril. Habitaban en la región de Ladros, en las tierras altas de Dorthonion. 
En su juventud, Andreth se enamoró de Aegnor, un elfo del norte de Dorthonion, pero éste, a causa de su inmortalidad, decidió apartarse de Andreth, pues deseaba a toda costa evitar su sufrimiento y el propio, pues en realidad la amaba. Esta decisión le partió el corazón a Andreth, la cual jamás se casó. 
Aprendió mucho de la sabiduría de Adanel, esposa de su tío Belemir, cuya casa solía visitar. Estas enseñanzas, y el estudio de las tradiciones y la cultura del pueblo de Marach, la acabaron por convertir en una mujer sabia.
En la primavera de 409, mantuvo con Finrod una larga conversación sobre la relación entre el hröa y fëa (‘cuerpo’ y ‘alma’) y sobre la naturaleza de la mortalidad de los hombres. Este debate se conoció como «Athrabeth Finrod ah Andreth», ‘el debate de Finrod y Andreth’, y fue conservado como gran filosofía para futuros estudios. 
Dorthonion fue atacado por Morgoth en el año 455 de la Primera Edad y durante la batalla de la Dagor Bragollach  Aegnor encontró la muerte. Se cree que Andreth también murió por aquel tiempo.